# Toplotno sevanje
Toplotno sevanje je elektromagnetno valovanje, ki nastane pri toplotnem gibanju nabitih delcev v snovi. Vsa snov s temperaturo večjo od absolutne ničle oddaja toplotno sevanje. Ko je temperatura telesa večja od absolutne ničle, medatomski trki povzročijo povečanje kinetične energije atomov ali molekul. To povzroči pospešek naboja in/ali dipolno nihanje, ki tvori elektromagnetno sevanje. Širok spekter sevanja odseva širok spekter energij in pospeškov, ki se pojavijo tudi ob eni temperaturi.
Zgledi toplotnega sevanja so: vidna in infrardeča svetloba, ki ju oddaja žarnica, infrardeče valovanje, ki ga oddajajo živali in ga zaznavajo infrardeče kamere ali prasevanje. Toplotno sevanje se razlikuje od prestopa toplote (konvekcije) in prevajanja toplote (kondukcije) - človek blizu kresa občuti sevalno ogrevanje od ognja četudi je okoliški zrak zelo mrzel.
Sončna svetloba je del toplotnega sevanja, ki nastane kot vroča plazma v Soncu. Tudi Zemlja oddaja toplotno sevanje, vendar z veliko manjšo jakostjo in različno spektralno porazdelitvo (v infrardečem delu spektra in ne vidnem, ker je hladnejša). Zemljina absorpcija Sončevega sevanja, ki mu sledi toplotno sevanje, sta dva od najpomembnejših procesov, ki določata temperaturo in vreme na Zemlji.